# 趙文萃
趙文萃（1418年—？），字儒夫，山西太原府平定州人，明朝政治人物。

## 生平
景泰元年（1450年）庚午科山西鄉試第四十二名舉人，天順元年（1457年）中式丁丑科會試第一百八十八名，三甲第一百二十四名進士。授大理寺評事，升大理寺副，出為陝西按察司僉事。

## 家族
曾祖趙叔讓；祖父趙翱；父趙馴。